# Апартаменты Борджиа
Апартаменты Борджиа (итал. Appartamento Borgia) — апартаменты папы Александра VI (Родриго де Борджиа), расположенные этажом ниже станц Рафаэля. Эта часть дворца Николая V была в конце XV в. перестроена под личные апартаменты Александра VI и в 1490-х гг. украшена росписями Бернардино Пинтуриккьо и художников его мастерской. После смерти Александра VI папа Юлий II не захотел больше жить в этих помещениях, и они были надолго покинуты. В 1816 г. по приказу Пия VII здесь разместили картины, возвращённые из Парижа после падения Наполеона, а при Льве XIII апартаменты были отреставрированы и открыты для публики.

## Залы
Залы получили названия по сюжетам росписей.

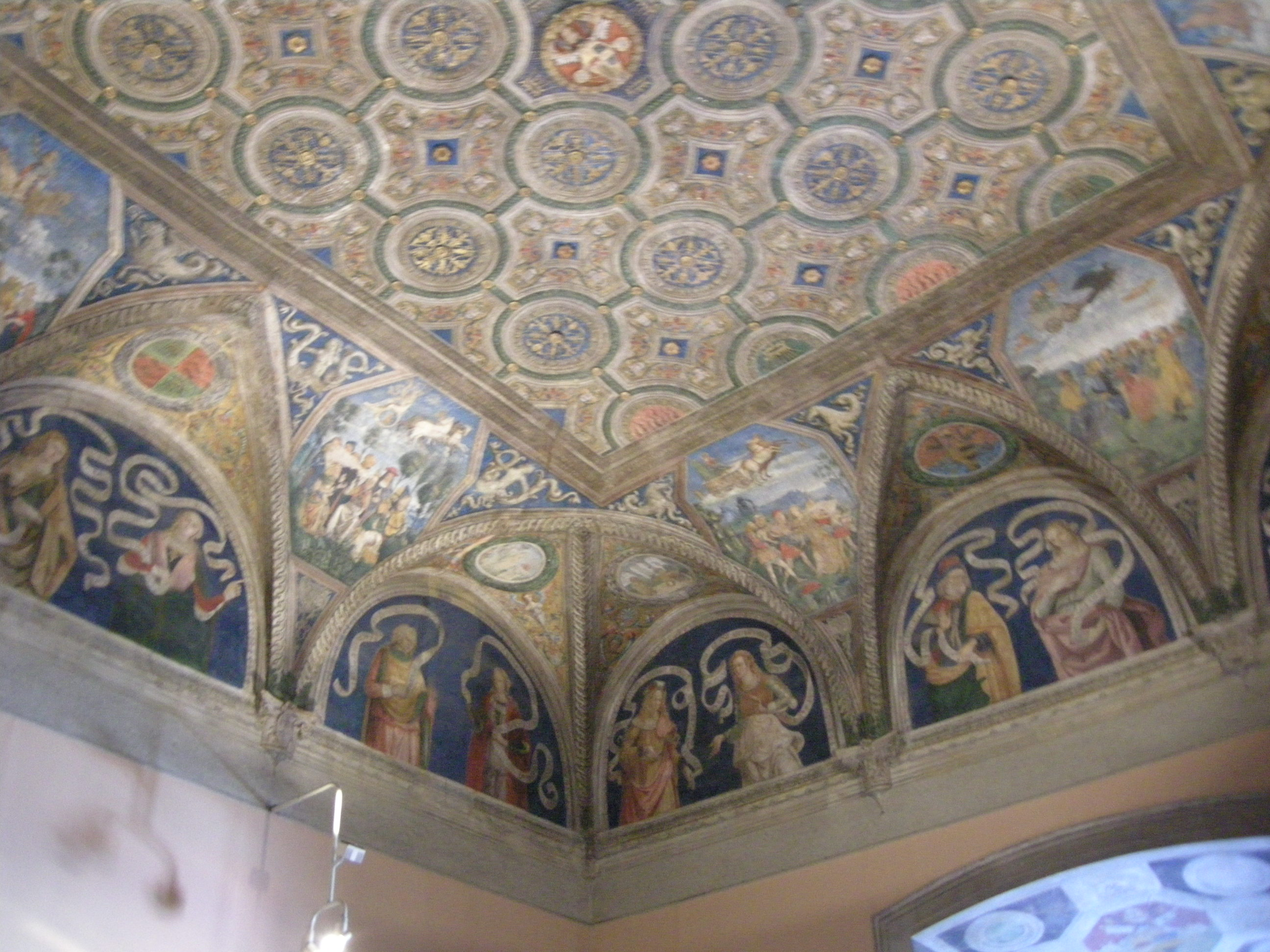
Потолок зала сивилл

В Зале сивилл (Sala de Sibille) Чезаре Борджиа приказал убить Альфонсо д’Арагона, мужа его сестры Лукреции, чтобы дать ей возможность выйти замуж за герцога Феррарского. Зал находится в Башне Борджиа, украшен фигурами Сивилл и пророков, а также астрологическими символами семи планет.

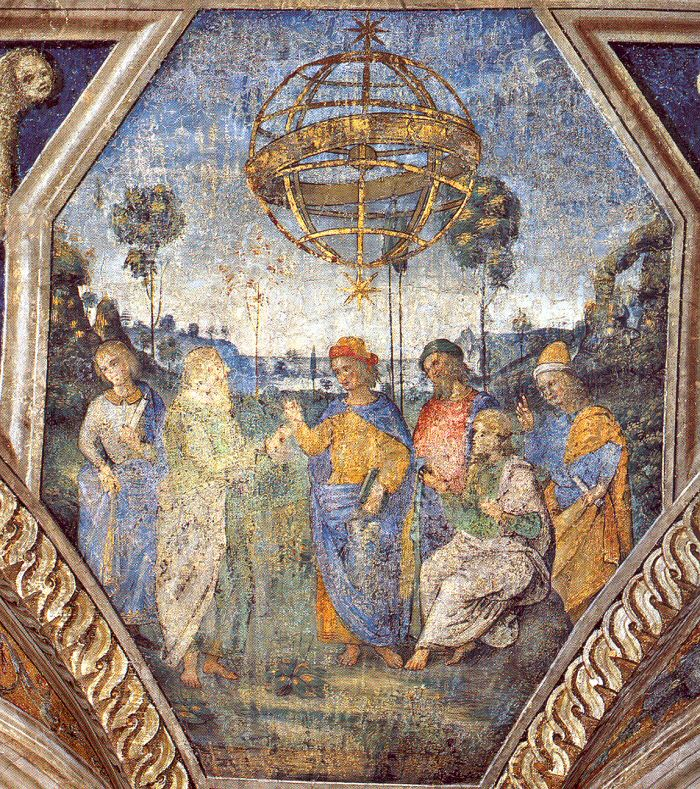
Аллегория астрологии
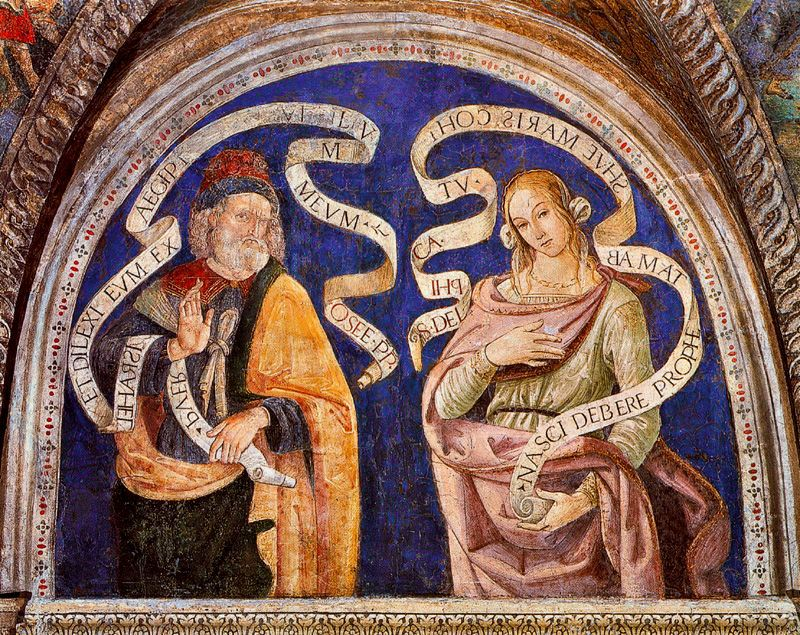
Пророк Осия и Дельфийская сивилла
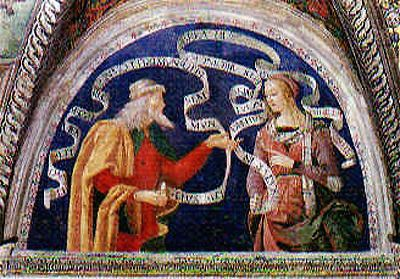
Пророк Даниил и эритрейская сивилла

Зал таинств веры (Sala dei Misteri della Fede): представлены 7 таинств из жизни Христа и Девы Марии: украшен фресками Благовещение, Рождество, Поклонение волхвов, Воскресение, Вознесение, Сошествие Святого Духа, Вознесение Марии.

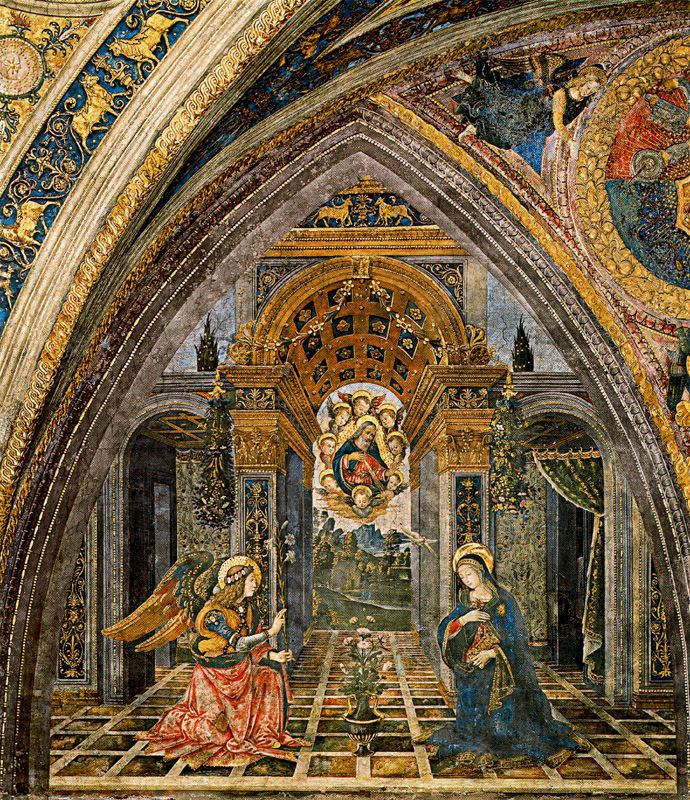
Благовещение Деве Марии
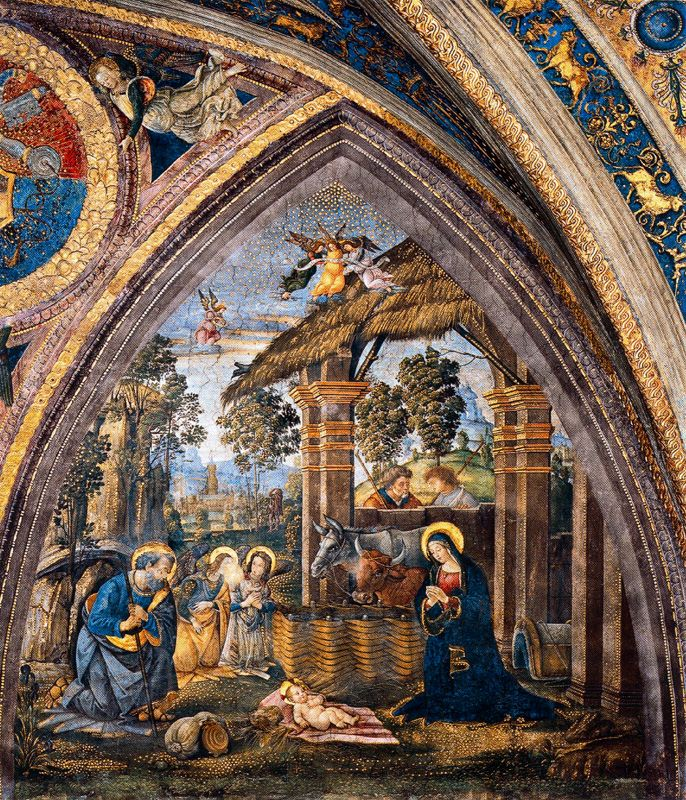
Рождество
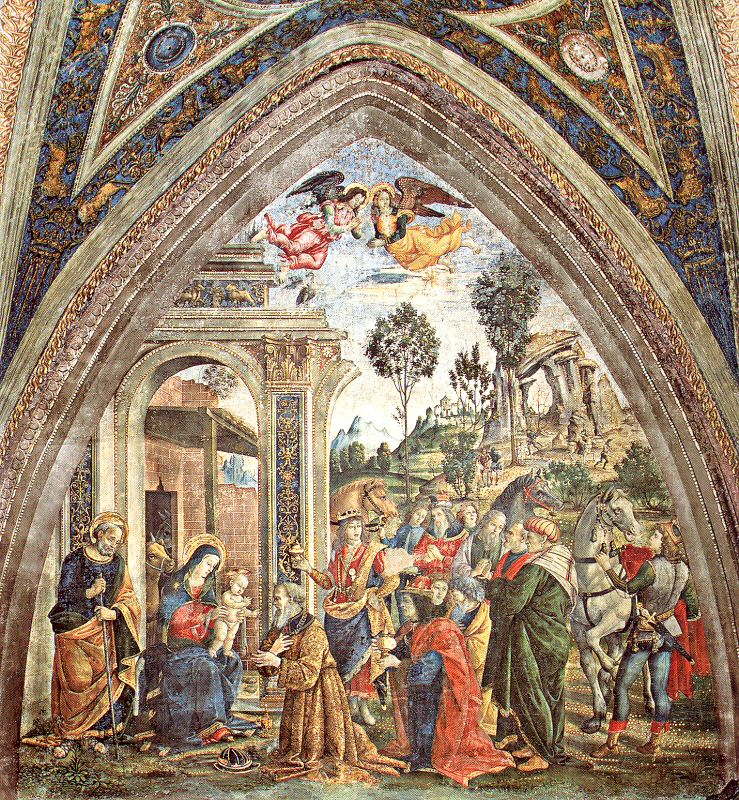
Поклонение волхвов
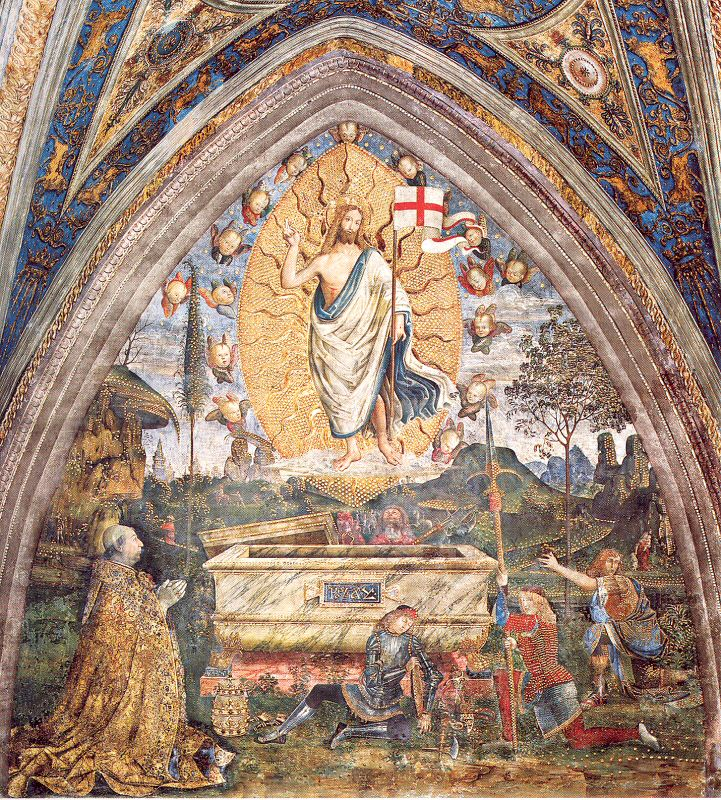
Воскресение Христа (с Александром VI)
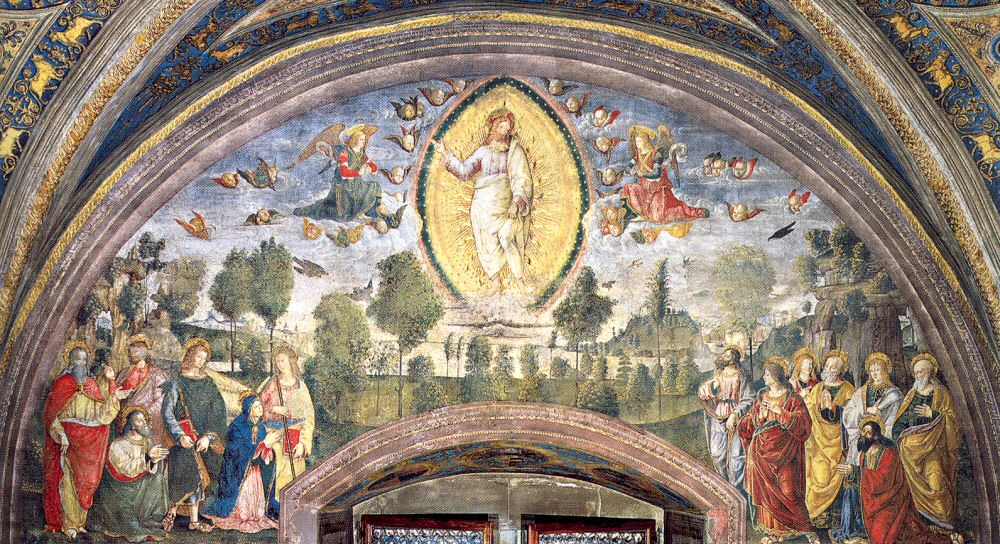
Вознесение
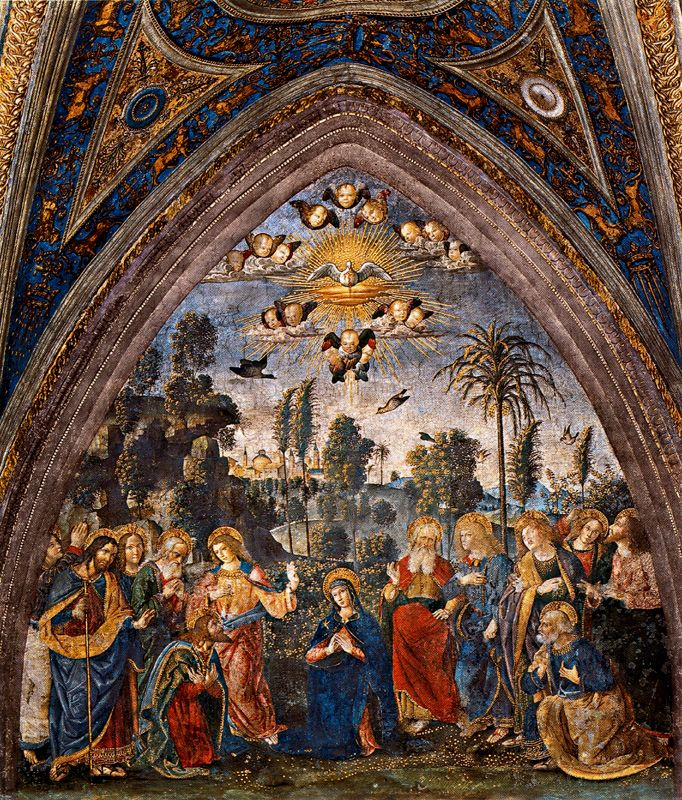
Сошествие Святого Духа на апостолов
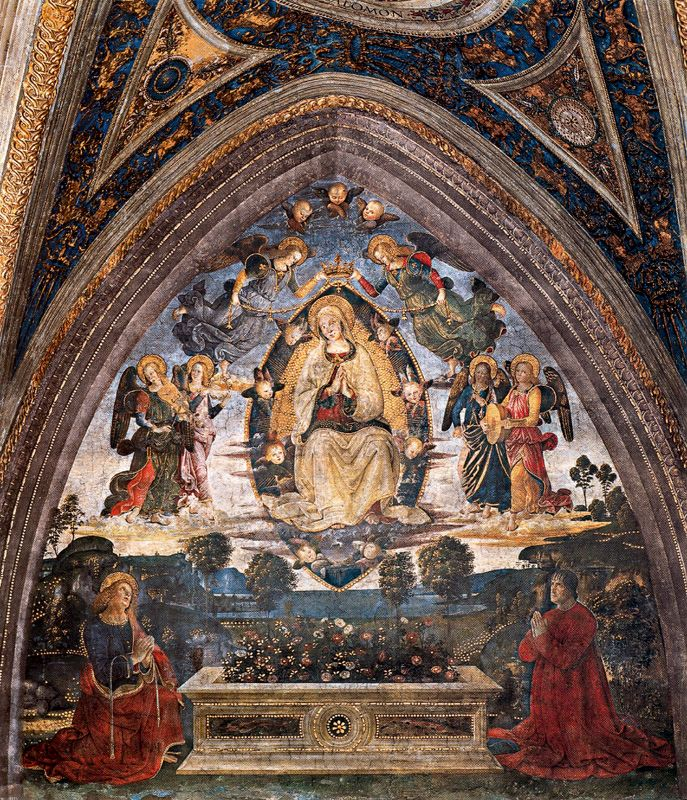
Вознесение Девы Марии

Зал святых (Sala dei Santi) почти целиком расписан самим Пинтуриккьо. Сюжеты росписей — сцены из жизни святых: Посещение Марии Елизаветой, Встреча святых Антония аббата и Павла Отшельника в пустыне, Мученичество св. Себастьяна, Диспут св. Екатерины Александрийской с философами перед императором Максимином, Сусанна со старцами, Мученичество св. Варвары. Потолок зала украшен сюжетом из мифа о Изиде, Осирисе и быке Аписе — редкая тема в иконографии Ренессанса.

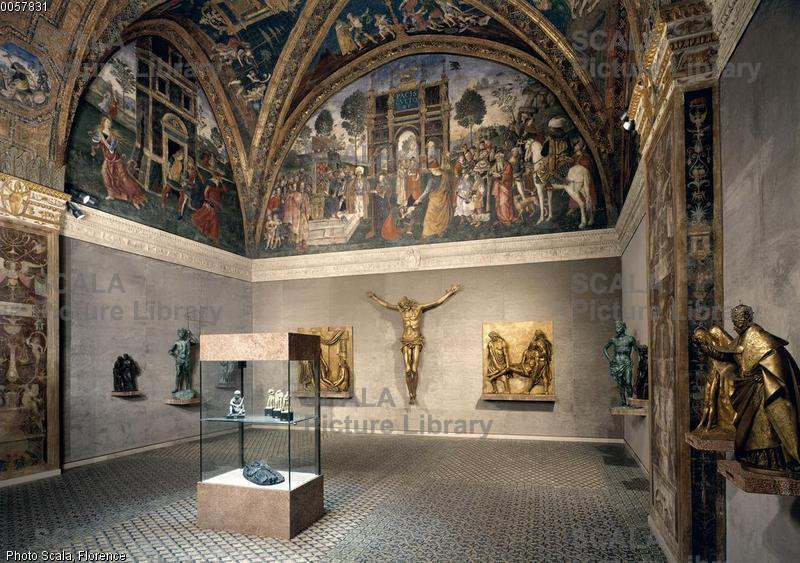
Зал святых (современный вид)

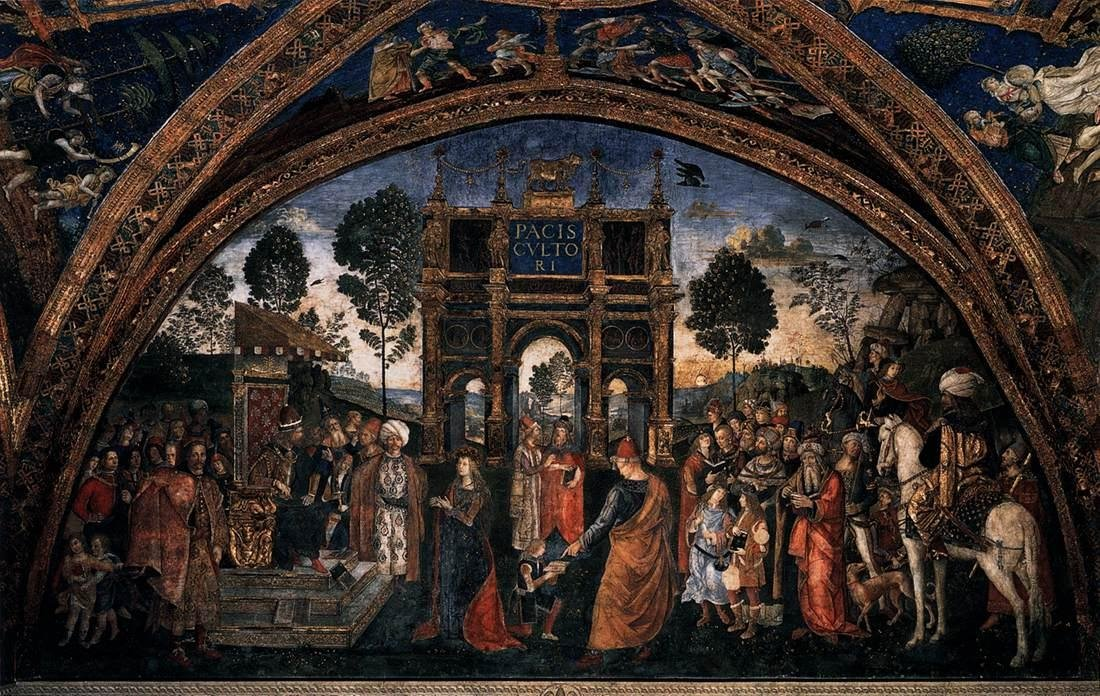
Диспут св. Екатерины Александрийской (с Лукрецией Борджиа)
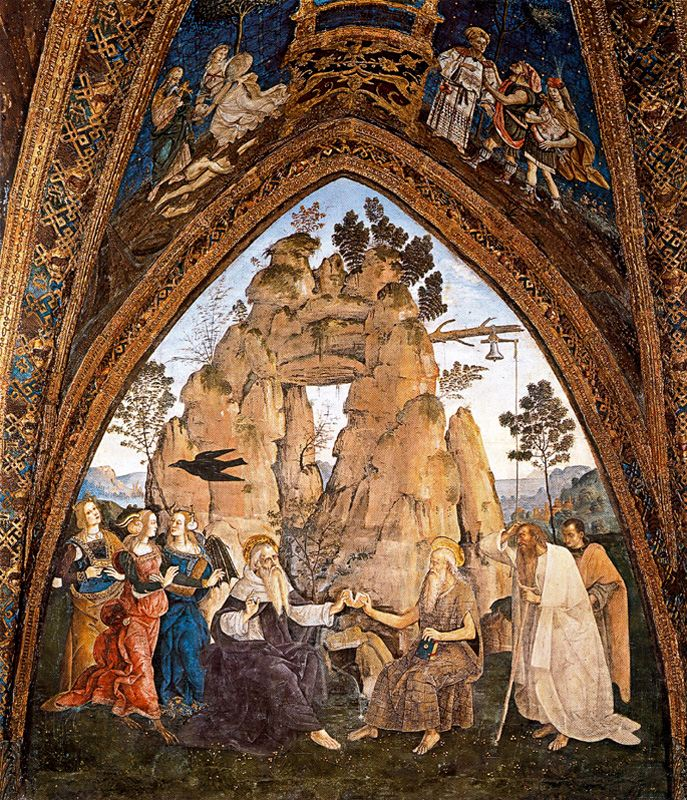
Антоний Великий и отшельник Павел
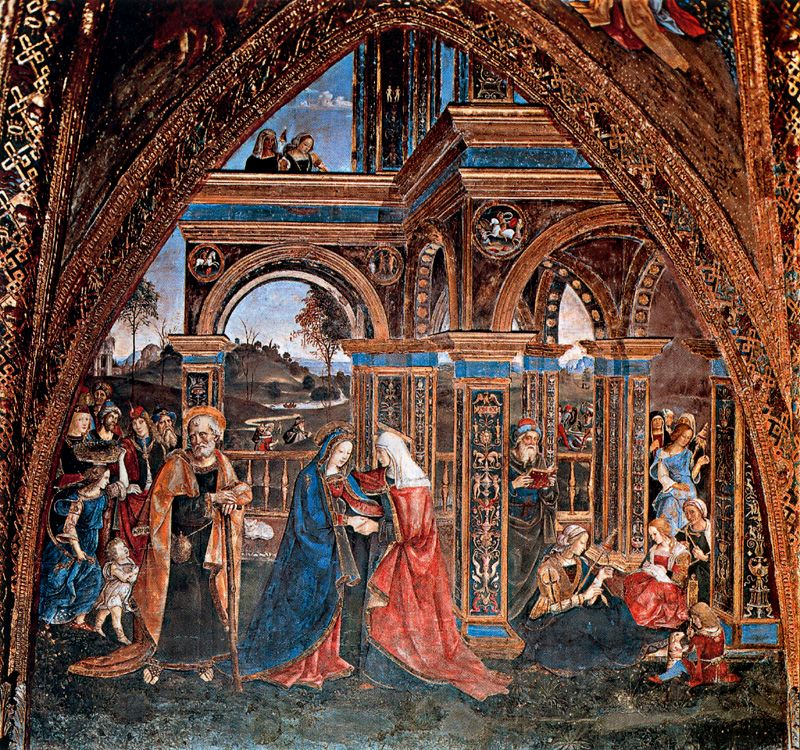
Встреча Марии и Елизаветы
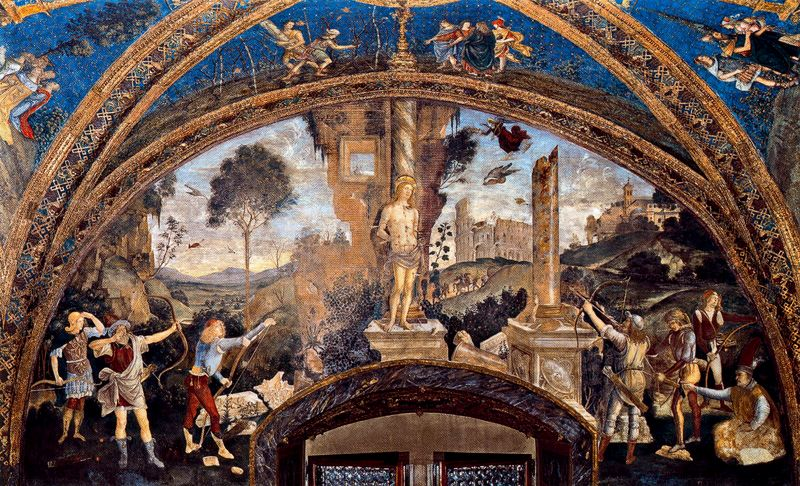
Мученичество св. Себастьяна
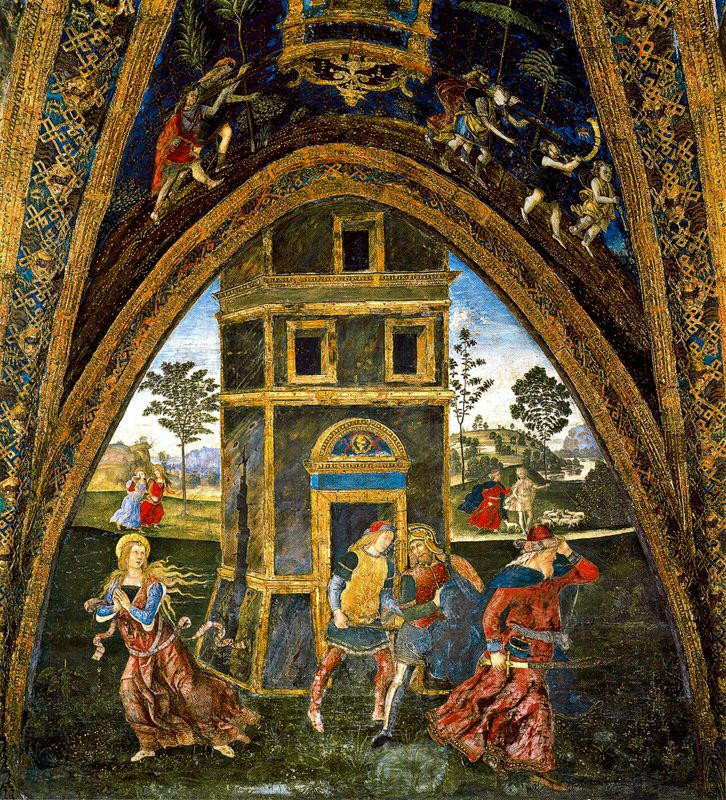
Мученичество св. Варвары
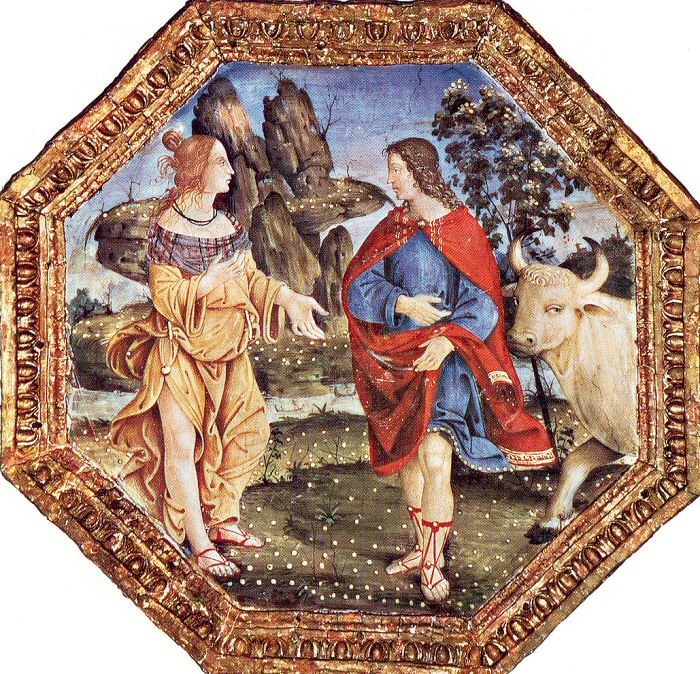
История Аписа
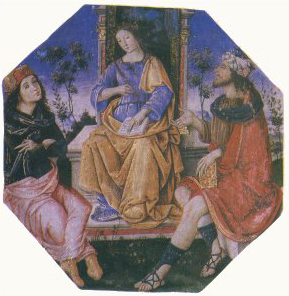
Исида, Гермес Трисмегист и Моисей
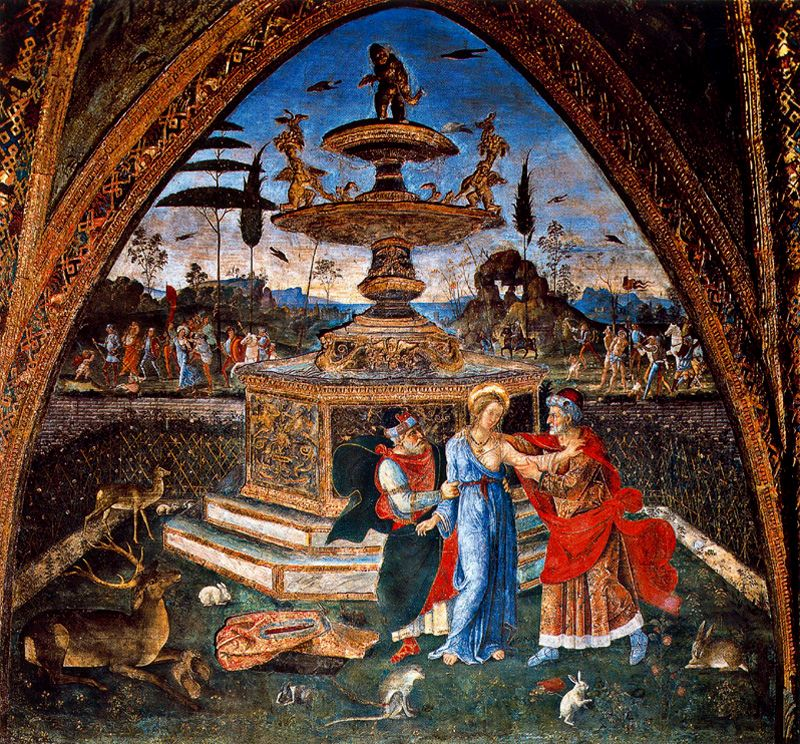
Сусанна и старцы

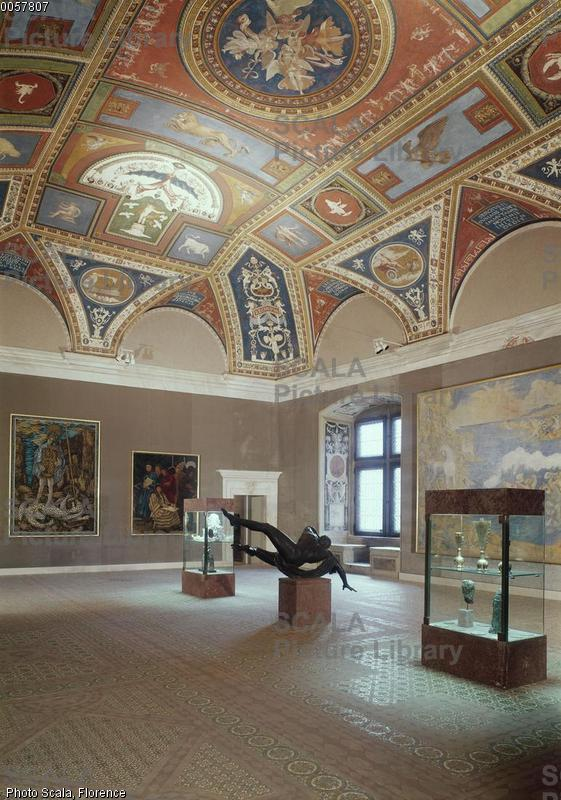
Зал понтификов (современный вид)

Анфилада комнат ведёт к большому и роскошному Залу понтификов (Sala dei Pontefici), названному так, поскольку раньше его стены украшали портреты пап (не сохранились до наших дней). Зал являлся самым большим помещением апартаментов и использовался для торжественных церемоний.
Зал свободных искусств (Sala delle Arti Liberali): Риторика, Грамматика, Диалектика, Геометрия, Арифметика, Музыка и Астрономия аллегорически изображены в виде дам, в их окружении деятели искусства XV века: писатель Паоло Кортези изображен как Цицерон на фреске Риторика; возможно Браманте, преклонившийся перед Евклидом, на фреске Геометрия. Этот зал, вероятно, являлся рабочим кабинетом папы.

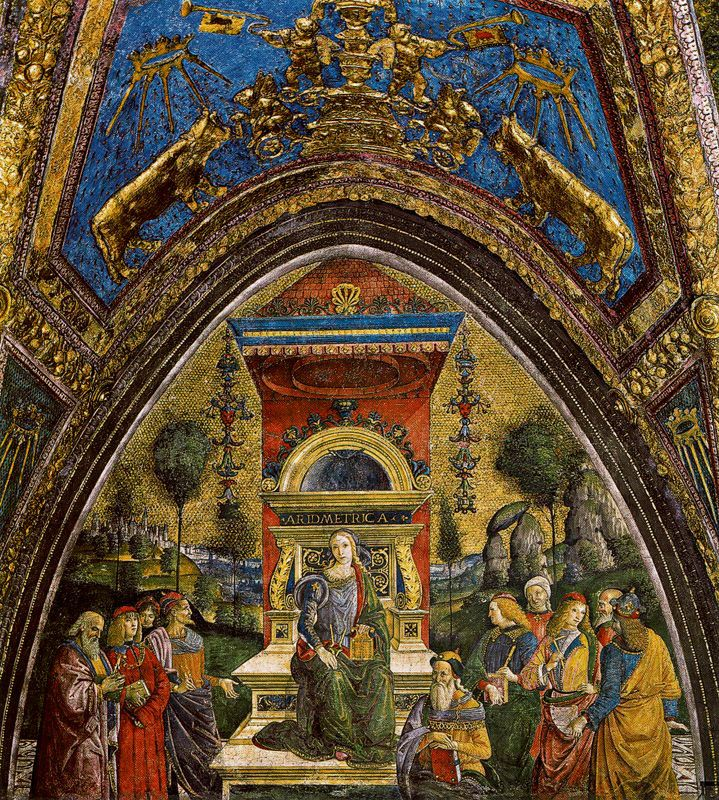
Арифметика
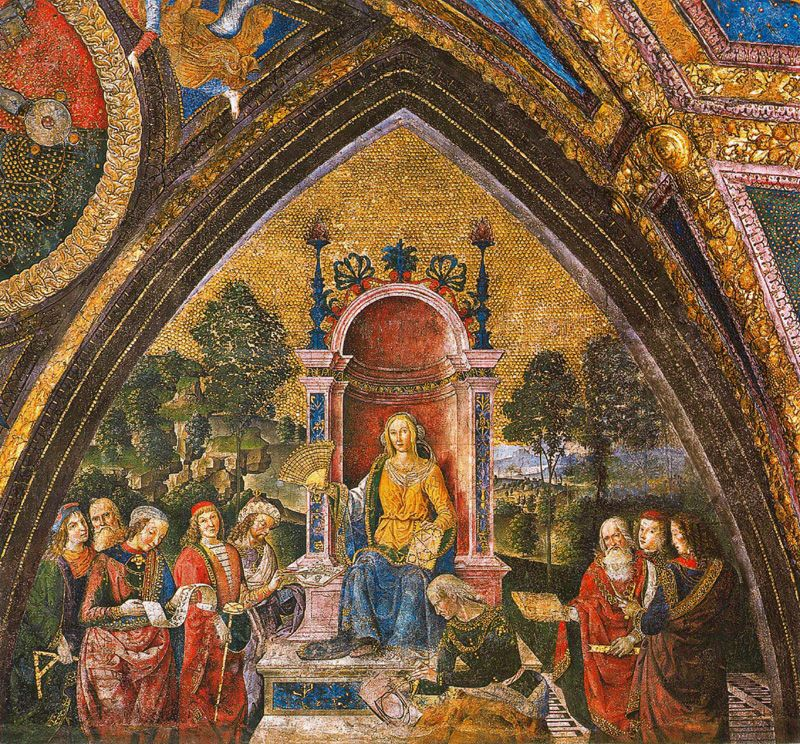
Геометрия
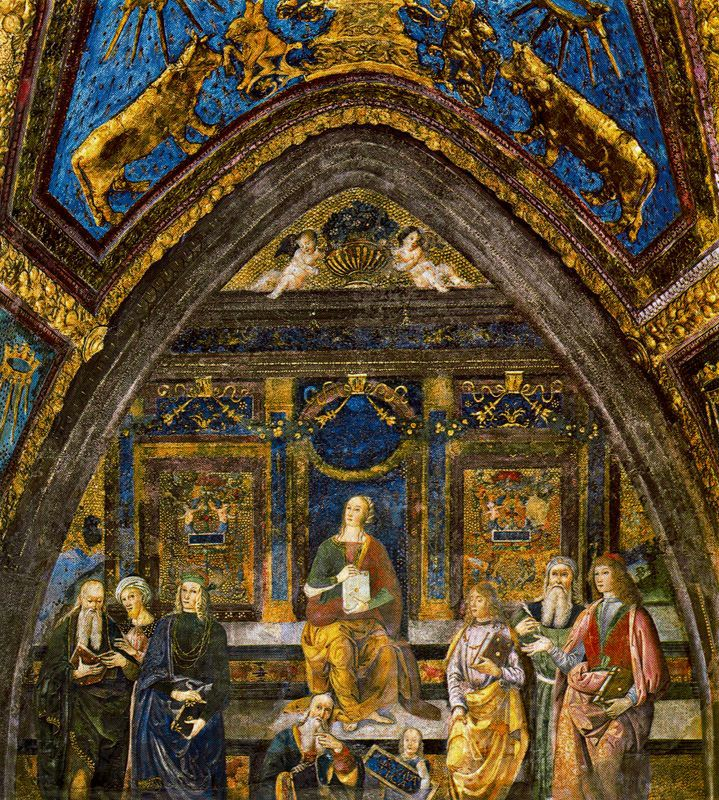
Грамматика
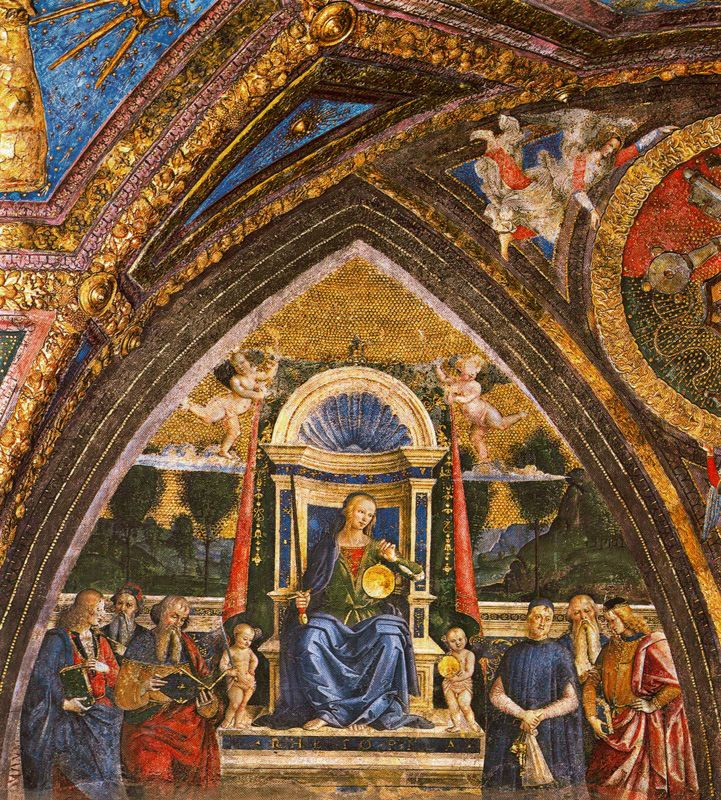
Риторика
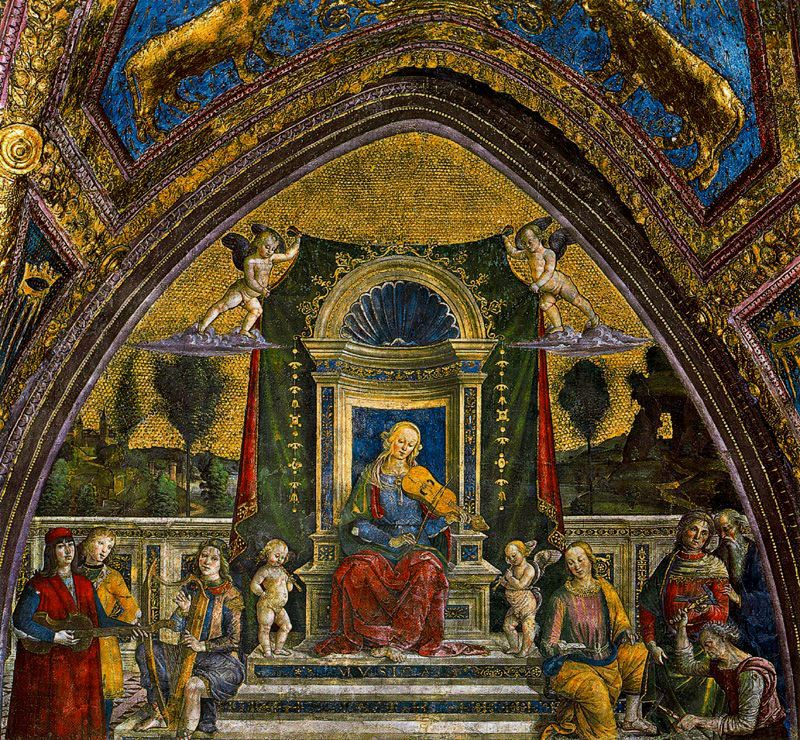
Музыка

Зал чудес веры (Sala del Credo) : также расположен в Башне Борджиа. Здесь находятся изображения ветхозаветных пророков Давида, Соломона, Иеремии, Исайи, Малахии, Софонии, Михея, Иоиля и других и двенадцати апостолов Христа, а также праздники Крещение, Рождество, Благовещение, Успение, Вознесение, Троицын день.
Потолок апартаментов был построен из деревянных балок и в 1500 году обрушился в присутствии папы Александра VI, при этом погибло много людей, сам папа чудом уцелел.

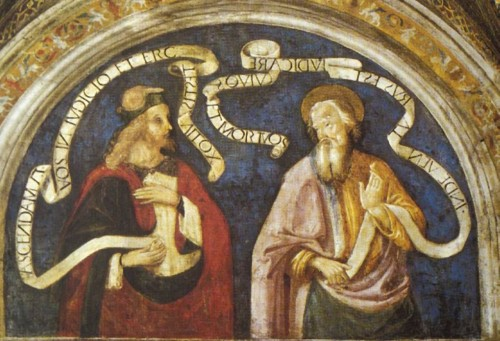
Апостол Филипп и пророк Малахия
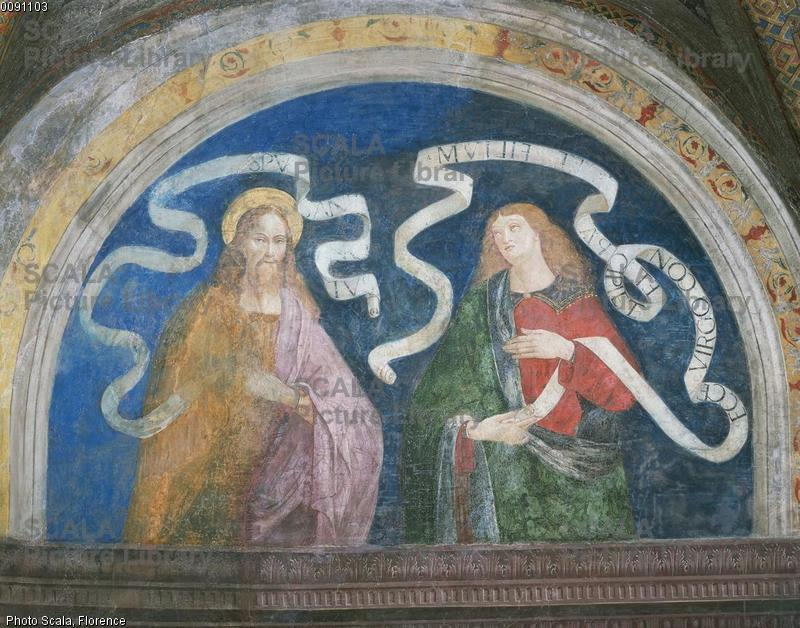
Апостол Андрей и пророк Исайя

К апартаментам Борджиа также относятся спальня папы и сокровищница. Сейчас в апартаментах находится часть коллекции современного религиозного искусства.